# 25 Cats Name Sam and One Blue Pussy
25 Cats Name Sam and One Blue Pussy là cuốn sách nghệ sĩ phiên bản giới hạn, được in tư nhân của nghệ sĩ người Mỹ Andy Warhol.

## Tổng quan
Năm 1952, khi Warhol lần đầu tiên đến New York, ông sống ở phố 75. Mẹ của ông và ông nuôi nhiều mèo để đuổi chuột, và khi chuyển đến Đại lộ Lexington, họ tiếp tục tặng mèo con cho bạn bè; và tất cả những con mèo của họ đều đã được tặng.
Vào năm 1954 hoặc 1955, Warhol đã xuất bản tác phẩm này với chi phí của riêng mình. Cuốn sách do Charles Lizambi và mẹ của Warhol là đồng tác giả.
Vào thời điểm đó, chỉ có 190 bản của cuốn sách được xuất bản, và việc xuất bản được thực hiện với sự giúp đỡ của những người khác. Những cuốn sách xuất bản đầu tiên có số riêng, và hầu hết chúng được tặng cho khách hàng và bạn bè của họ. Cuốn sách thứ tư với tên "Jerry" trên bìa được trao cho Glaardi Stitz, và nó đã được sao chép và tái bản vào năm 1988.
Vào tháng 5 năm 2006, bản thảo gốc của cuốn sách đã được bán với giá 35.000 đô la Mỹ trong một cuộc đấu giá ở Doyle, New York.